# Черепашкові фосфорити
Черепашковий фосфорит – шари піщано-алевролітових гірських порід з великим вмістом фосфатизованих черепашок. Потужність продуктивних шарів таких фосфоритів становить 0,5–4,0 м, вміст Р2О5 5–12% (родовища Ленінградської області в РФ та Естонії).